# Agencia para la Calidad del Sistema Universitario de Galicia
La Agencia para la Calidad del Sistema Universitario de Galicia (en gallego: Axencia para a Calidade do Sistema Universitario de Galicia, ACSUG) es un consorcio creado entre la Junta de Galicia y las tres universidades gallegas (USC, UdC y UVi) con la finalidad de velar por el prestigio y reconocimiento del Sistema Universitario de Galicia entre las instituciones universitarias a nivel estatal, europeo e internacional. Su director es José Eduardo López Pereira. Junto a otras agencias españolas de calidad universitaria está integrada en el Agencia Nacional de Evaluación de la Calidad y Acreditación (ANECA), creada en 2002.

## Trayectoria
Fue creada el 30 de enero de 2001 bajo dos perspectivas: basándose en las experiencias previas en el campo de la evaluación de las nuevas tendencias internacionales y, fundamentalmente, de las recomendaciones del Consejo de Europa sobre cooperación europea para la garantía de la calidad en la enseñanza superior. Se busca la inclusión de la calidad de las universidades en el nuevo programa de financiación (destinando una parte de los recursos al avance de la enseñanza, gestión etc.).
Está dotada de personalidad jurídica plena, y cuenta con la independencia necesaria para desarrollar los objetivos con rigor y respeto a la autonomía universitaria.
Se pretende que las universidades gallegas se caractericen por el desarrollo de esta autonomía, respondiendo a las necesidades socioeconómicas y culturales concretas y específicas del contexto gallego, al tiempo que se busca la integración de forma competitiva en el contexto universitario, integrándose en el Espacio Europeo de Educación Superior